# Reyer Venezia 1984-1985
Questa voce raccoglie le informazioni riguardanti la Reyer Venezia nelle competizioni ufficiali della stagione 1984-1985.

## Stagione
La Reyer con sponsor Giomo Cucine disputa il campionato di Serie A2 di pallacanestro maschile 1984-1985 terminando al 5º posto (su 16 squadre) restando in serie A2 per l'anno successivo.

## Roster
- Massimo Valentinuzzi
- Loris Barbiero
- Steve Hawes
- Massimo Bini
- Fabio Bortolini
- Giovanni Grattoni
- Andrea Greco
- Otello Savio
- Fabio Marzinotto
- Aldo Seebold
- Carlo Spillare
- Floyd Allen[1]
- Allenatore: Waldi Medeot[2]
- Vice allenatore: